# Psilopogon zeylanicus
Il barbuto verde orientale (Psilopogon zeylanicus (J. F. Gmelin, 1788)) è un uccello della famiglia dei Megalaimidi originario di India e Sri Lanka.

## Descrizione

### Dimensioni
Misura circa 25-28 cm di lunghezza per un peso di 108-140 g.

### Aspetto
Il barbuto verde orientale è un uccello di medie dimensioni, dalla testa grande e dal becco largo e forte di colore rosso chiaro, che diviene arancio chiaro durante il periodo nuziale; alla base del becco si trovano delle piccole piume grigiastre simili a setole. La testa è di colore marrone chiaro con delle strisce biancastre e i grandi occhi neri sono circondati da uno spesso anello oculare giallo. Il colore marrone si attenua dietro la nuca; la mantellina e il dorso sono verdi. Anche le scapolari sono verdi, segnate da piccoli punti bianchi. La coda è verde, il ventre è verde chiaro, la gola e il petto riprendono il colore marrone e le strisce bianche della testa; le zampe sono gialle.
Non c'è dimorfismo tra maschio e femmina. I giovani hanno un piumaggio più opaco.

### Voce
Emette un richiamo d'allarme ripetuto più volte che risuona come kukk kukk; il canto inizia con un trillo squillante per poi proseguire con note in sequenze lunghe e brevi, po-kok e too-kkak.

## Biologia
Il barbuto verde orientale è una specie sedentaria; non sono state segnalate migrazioni degne di nota. Quando è posato su uno dei suoi alberi prediletti, il Ficus benghalensis, rimane difficile da osservare, in quanto ha il piumaggio del colore delle foglie e il becco del colore dei frutti. Spesso si aggrega in piccoli gruppi.

### Alimentazione
Si nutre principalmente di frutti, in particolare di quelli del Ficus benghalensis, ma può anche andare in cerca di cibo in frutteti e giardini. Frequenta spesso le piantagioni di caffè, ma riguardo a tale comportamento le opinioni degli studiosi sono divergenti: è vero che apprezza i frutti delle piante di caffè, ma secondo gli ultimi studi attaccherebbe anche l'insetto Xylotrechus quadripes (soprannominato in India la «peste del caffè») e la sua dieta potrebbe essere estesa anche a vari insetti, larve e termiti.

### Riproduzione
Le coppie si formano tra febbraio e ottobre. Il nido viene spesso creato all'interno della cavità di un albero, ad un'altezza variabile da 2 a 10 m. Le uova, in numero da 2 a 4, sono covate dalla femmina durante la notte (il periodo di incubazione è ancora sconosciuto) e alla schiusa i pulcini vengono alimentati da entrambi i genitori.

## Distribuzione e habitat
Il barbuto verde orientale vive in tutta l'India, nel sud del Nepal e nello Sri Lanka. È presente in tutti i tipi di foresta, talvolta anche in prossimità delle abitazioni, nei parchi e nei frutteti, ed è possibile osservarlo nelle vicinanze di grandi città come Delhi.

## Tassonomia
Ne vengono riconosciute tre sottospecie:
- P. z. inornatus (Walden, 1870), diffusa nelle regioni centro-occidentali e sud-occidentali dell'India (Maharashtra, Goa e Karnataka);
- P. z. caniceps (Franklin, 1831), diffusa nel Nepal meridionale e nell'India settentrionale (da Punjab e Uttar Pradesh a nord fino a Maharashtra settentrionale, Odisha e Bihar a sud);
- P. z. zeylanicus (J. F. Gmelin, 1788), diffusa nell'India meridionale (Kerala e Tamil Nadu meridionale) e nello Sri Lanka.

## Conservazione
La specie non è in pericolo e la sua conservazione non presenta alcuna preoccupazione.